# Alofi (Niue)
Alofi es la capital de Niue, un estado libre asociado de Nueva Zelanda situado en el océano Pacífico. Tiene una población estimada de 1,611 habitantes según el censo realizado en 2011. Está situada en el centro de la bahía de Alofi en la costa oeste de la isla, frente al único paso del arrecife de coral que la circunda; a una distancia de 2481,43 km de Auckland, Nueva Zelanda. La ciudad está formada por dos barrios; Alofi Norte y Alofi Sur, siendo este último el más poblado y donde se encuentra la sede del gobierno.

## Transportes
La gran mayoría de las calles de la ciudad se encuentran pavimentadas. En la ciudad no existen líneas de autobús debido a que no es necesario por su baja población; lo que si existe son autobuses que se toman en el centro de la ciudad y trasladan a otro punto de Niue. También existen algunos ciudadanos que a cambio de algo de dinero ejercen de taxistas, puesto que la localidad tampoco dispone de taxis. En el terreno aéreo, la ciudad es servida por el Aeropuerto Internacional de Niue, ubicado 7 km al norte de la misma y que cuenta con vuelos operados por Air New Zealand con destino a Nueva Zelanda.

## Clima
Alofi disfruta de un clima ecuatorial según la Clasificación climática de Köppen. Hay un período seco que abarca desde junio a septiembre. Sin embargo, la media de precipitaciones en estos meses es de más de 60 mm, el límite para una estación seca. Como otras ciudades con el mismo clima, las temperaturas medias son relativamente constantes durante todo el año, con una media de 25 grados Celsius.
Tabla con los promedios del clima de Alofi:
| Mes                 | Ene | Feb | Mar | Abr | May | Jun | Jul | Ago | Sep | Oct | Nov | Dic | Año  |
| Promedio Mayor (°C) | 28  | 29  | 28  | 27  | 26  | 26  | 25  | 25  | 26  | 26  | 27  | 28  | 27   |
| Promedio Menor (°C) | 23  | 24  | 24  | 23  | 22  | 21  | 20  | 20  | 21  | 21  | 22  | 23  | 22   |
| Precipitación (mm)  | 260 | 250 | 300 | 200 | 130 | 80  | 90  | 100 | 100 | 120 | 140 | 190 | 2070 |

### Ciclón de 2004
En enero de 2004, la tormenta tropical Heta golpeó la isla, matando a 2 personas y provocando graves daños a toda la isla. La mayoría de edificios de Alofi resultaron destruidos, incluyendo el hospital. Tras la tormenta, los edificios gubernamentales se trasladaron a un área menos expuesta, 3 km tierra adentro, llamada Fonuakula, aún dentro de los límites de Alofi Sur.